# 眼鏡熊亞科
眼鏡熊亞科（學名：Tremarctinae），又稱為短臉熊，屬於熊科下的亞科，現今僅在南美洲存有眼鏡熊屬的眼鏡熊1種，同樣在眼鏡熊屬下的還有已滅絕的佛羅里達眼鏡熊，另外還包含其他已滅絕的種類：生活於北美洲的上熊屬 (P. edensis 與 P. harroldorum) 、短面熊屬（A. pristinus 與 A. simus）、以及同樣生活於南美洲的細齒巨熊屬（包括 A. angustidens、A. vetustum、A. bonariense、A. wingei 與 A. tarijense）。

## 系統分類學
核型研究顯示其實熊亞科成員的染色體都是74條，大貓熊則有42條，眼鏡熊有52條。也因此貓熊亞科與眼鏡熊亞科曾被劃分到浣熊科下，但最終因爲發現其染色体带型（banding pattern）與熊亞科相同而被划入熊科，它們的染色體條數較少，可能是演化的過程中發生染色體融合（chromosome fusion）所致。

### 分類
以下眼鏡熊亞科的分類來自於2016年Mitchell等人的研究：
- 眼鏡熊亞科 Tremarctinae (Merriam & Stock, 1925)
  - †上熊屬 Plionarctos (Frick, 1926)
    - †哈氏上熊 Plionarctos harroldorum (Tedfored & Martin, 2001)
    - †伊甸上熊Plionarctos edensis (Frick, 1926)

  - †短面熊屬 Arctodus (Leidy, 1854)
    - †巨型短面熊 Arctodus simus (Cope, 1879)
    - †倭短面熊Arctodus pristinus (Leidy, 1854)

  - †南美短面熊属 Arctotherium (Burmeister, 1879)
    - †窄齿南美短面熊 A. angustidens (Gervais & Ameghino, 1880)

    - †古老南美短面熊 A. vetustum (Ameghino, 1885)

    - †温氏南美短面熊 A. wingei (Ameghino, 1902)

    - †布宜诺斯艾利斯南美短面熊 A. bonariense (Gervais, 1852)

    - †塔里哈南美短面熊 A. tarijense (Ameghino, 1902)

  - 眼鏡熊屬 Tremarctos (Gervais, 1855)
    - †佛羅里達眼鏡熊（英语：Tremarctos floridanus） Tremarctos floridanus (Gildey, 1928)
    - 眼鏡熊 Tremarctos ornatus (Cuvier, 1825)